# René Dumont (Agrarwissenschaftler)
René Dumont (* 13. März 1904 in Cambrai; † 18. Juni 2001 in Fontenay-sous-Bois) war ein französischer Agraringenieur, Soziologe und für den Umweltschutz streitender Politiker.

## Leben
Dumont wurde 1904 in Cambrai im Norden Frankreichs geboren. Sein Vater war Professor für Agrarwissenschaft und sein Großvater war Bauer. Er schloss sein Studium am Institut National de la Recherche en Agronomie Versailles-Grignon als Agraringenieur ab. 
Während seines Studiums freundete er sich mit dem chinesischen Kommunistenführer Cai Hesen (1895–1931) und Deng Xiaoping an und wurde später als Alter Freund des chinesischen Volkes bezeichnet.
Nach seinem Studium wurde er 1929 nach Vietnam entsandt. Angewidert vom Kolonialismus, kehrte er nach Paris zurück, wo er den größten Teil seines Lebens von 1933 bis 1974 als Professor der Agrarwissenschaft verbrachte.
Am Anfang seiner Karriere setzte sich René Dumont für chemische Dünger und die Mechanisierung der Landwirtschaft ein. Er schrieb Artikel für die pétainistische Wochenschrift "La Terre Française", in denen er für einen landwirtschaftlichen Korporatismus warb. Später kritisierte er die Grüne Revolution.
Dumont schrieb über 30 Bücher, reiste viel und befasste sich intensiv mit der Situation der Landwirtschaft in den Entwicklungsländern. Sein Buch "L’Afrique noire est mal partie" (1962) wurde zum Bestseller.
Er setzte sich insbesondere für folgende Punkte ein:
- demographische Kontrolle
- Energiesparen
- internationale Kooperation, um armen Ländern zu helfen
- Schutz und Wiederherstellung der Bodenqualität

Dumont glaubte, dass die Entwicklung nicht vor allem eine Frage des Geldes, des Düngers oder des Samens sei, sondern das Resultat einer sorgfältigen Balance dieser Faktoren. Seiner Ansicht nach beruhten die Beziehungen der Menschen zu ihren Feldern auf den Beziehungen der Menschen untereinander, die sozialen Beziehungen seien die Basis für die landwirtschaftliche und industrielle Entwicklung. Schließlich glaubte er, dass die Basis für gute Beziehungen zwischen den Menschen in den Beziehungen zwischen Männern und Frauen liege, die demographische Kontrolle beruhe daher auf der Emanzipation der Frauen.
Seiner Zeit voraus, erstaunte der bekannteste französische Agronom seine Landsleute, als er im Fernsehen einen Apfel und ein Glas Wasser zeigte und ihnen dabei erklärte, wie wertvoll diese natürlichen Ressourcen seien. Dumont war auch einer der Ersten, die die Konsequenzen dessen, was später Globalisierung genannt wurde, des Bevölkerungswachstums, des Produktivismus, der Umweltverschmutzung, der Slums, des Hungers und der falschen Ernährung sowie der Kluft zwischen dem Norden und dem Süden erklärte. Er benutzte schon früh den Ausdruck "développement durable" (nachhaltige Entwicklung).
1974 kandidierte er als erster grüner Kandidat für das Amt des französischen Staatspräsidenten und gewann 1,32 % der Stimmen. Sein Wahlkampfleiter war Brice Lalonde. Diese Wahl wurde zu einem Durchbruch für die politische Ökologie in Frankreich, deren Mitbegründer Dumont damit wurde.
Er gilt als "Vater" der französischen grünen Partei Les Verts und war 1998 eines der Gründungsmitglieder der Organisation Attac.

## Schriften (Auswahl)
- Voyages en France d'un agronome, Nouv. éd. rev. et augm., Paris: Génin, 1956
- Révolution dans les campagnes chinoises, Paris: Éd. du Seuil, 1957
- Terres vivantes, Paris: Plon, 1961 (Terre humaine), engl. Lands Alive, Merlin Press, 1964
- L’Afrique noire est mal partie, 1962,  engl. False start in Africa, New York, Praeger 1966
- Nous allons à la famine, engl. The hungry future, New York, NY [etc.] : Praeger, 1969
- Types of Rural Economy: Studies in World Agriculture, London: Methuen, 1970
- Notes sur les implications sociales de la "révolution verte" dans quelques pays d'Afrique, Genève, 1971
- La campagne de René Dumont et du mouvement écologique : naissance de l'écologie politique; déclarations, interviews, tracts, manifestes, articles, rapports, sondages, récits et nombreux autres textes, Paris : Pauvert, 1974
- l'Utopie ou la Mort, 1973, engl. Utopia or Else ..., Universe Pub, 1975
- Agronome de la faim, Paris: Laffont, 1974
- Chine, la révolution culturale, Paris: Seuil, 1976
- L'Afrique étranglée, 1980, Nouv. éd., rev., corr. et mis à jour: Paris: Éd. du Seuil, 1982, engl. Stranglehold on Africa, London : Deutsch, 1983
- (with Nicholas Cohen), The growth of hunger: a new politics of agriculture,  London [etc.]: Boyars, 1980 – Dieses Buch basiert auf den Ideen, die René Dumont in seinem 1975 erschienenen Werk La croissance de la famine dargestellt hat.
- Finis les lendemains qui chantent
  - T.1 : Albanie, Pologne, Nicaragua, Paris: Seuil, 1983
  - T.2 : Surpeuplée, Totalitaire, La Chine decollectivisé, Paris: Seuil, 1984
  - T.3 : Bangladesh-Nepal, "L'Aide" contre le developpement, Paris: Seuil, 1985
- Pour l'Afrique, j'accuse: le journal d'un agronome au Sahel en voie de destruction, Paris: Plon, 1986 (Terre humaine)
- Un monde intolérable: le libéralisme en question, Paris: Éd. du Seuil, 1988
- Démocratie pour l'Afrique : la longue marche de l'Afrique noire vers la liberté, Paris: Éd. du Seuil, 1991
- La culture du riz dans le delta du tonkin, Paris: Maison des Sciences de l’Homme, 1995

## Sekundärliteratur
- J.-P. Besset, René Dumont, une vie saisie par l’écologie, Paris: Stock, 1992
- Marc Dufumier (dir.), Un agronome dans son siècle. Actualité de René Dumont, Association pour la création de la Fondation René Dumont/Éditions Karthala/INA P-G, coll. « Hommes et Sociétés », Paris, 2002
- « René Dumont, un agronome d'exception » in: Ingénieurs de la vie : la revue des ingénieurs de l'INA P-G, Mazarine, Paris, 2005
- René Dumont, citoyen de la planète Terre, a documentary by Bernard Baissat, co-production La Lanterne/France 3, 105 minutes, 1992 more information